# Johannes Adam
Johannes Adam – urodzony w 1871, (data śmierci nieznana) – szermierz reprezentujący Cesarstwo Niemieckie, uczestnik letnich igrzysk olimpijskich w 1908 oraz 1912 roku.